# Typhlotanais magnificus
Typhlotanais magnificus är en kräftdjursart som beskrevs av Kudinova-pasternak 1975. Typhlotanais magnificus ingår i släktet Typhlotanais och familjen Nototanaidae. Inga underarter finns listade i Catalogue of Life.